# Bactrocera abdofuscata
Bactrocera abdofuscata är en tvåvingeart som först beskrevs av Drew 1971.  Bactrocera abdofuscata ingår i släktet Bactrocera och familjen borrflugor. Inga underarter finns listade.